# Régis Laconi
Régis Laconi (ur. 8 lipca 1975 roku w Saint-Dizier w Haute-Marne) – francuski motocyklista. Jego matka jest Francuzką, natomiast ojciec Włochem.

## Kariera

### Początki
Regis karierę rozpoczął w 1991 roku, debiutując w Mistrzostwach Francji, w klasie 125 cm³. Rok później został mistrzem tej serii. W tym samym sezonie zadebiutował w najniższej klasie Motocyklowych Mistrzostw Świata, podczas GP Francji. Wyścig zakończył jednak na odległym 26. miejscu. Dwa lata później sięgnął po tytuł mistrzowski w kategorii 250 cm³, we francuskiej oraz europejskiej edycji.

### 250 cm3
Po osiągnięciu sukcesu na arenie europejskiej, Laconi awansował do średniej kategorii Motocyklowych Mistrzostw Świata. Francuz zdobył cztery punkty, które sklasyfikowały go na 27. pozycji. W tym samym roku ponownie brał udział we francuskiej edycji tej klasy. Nie zdołał jednak obronić tytułu, zajmując ostatecznie 2. miejsce.
W kolejnym sezonie Regis zanotował wyraźny progres (w zespole Tecmas Racing), będąc czterokrotnie w pierwszej dziesiątce. Najlepiej spisał się podczas GP Wielkiej Brytanii, gdzie zajął siódmą lokatę. W klasyfikacji generalnej uplasował się na 15. pozycji.

### 500 cm³
W 1997 roku Francuz zadebiutował w najwyższej kategorii 500 cm³, w której również reprezentował barwy Tecmas Racing. Dosiadając motocykl Hondy, Regis ośmiokrotnie sięgał po punkty, najlepszą pozycję osiągając w kończącym sezon GP Australii, w którym zajął piątą pozycję. W wyniku kontuzji odniesionej podczas GP Austrii, Laconi nie wziął udziału w czterech rundach (zastąpił go jego rodak Bernard Garcia). Uzyskane punkty uplasowały go na 14. miejscu.
W sezonie 1998 Laconi podpisał kontrakt z zespołem Red Bull Yamaha WCM. Po absencji w GP Japonii i Malezji, Francuz wziął udział w pozostałych wyścigach, we wszystkich dojeżdżając do mety. W zaledwie trzech nie znalazł się w pierwszej dziesiątce, natomiast najlepszą lokatę ponownie uzyskał w Niemczech, gdzie również znalazł się na piątym miejscu. Ostatecznie w klasyfikacji generalnej zajął najlepszą w karierze 10. pozycję. W wewnętrznym pojedynku przegrał z Nowozelandczykiem Simonem Crafarem, który był siódmy.
Rok 1999 był najlepszym w karierze Regisa, podczas startów w tej serii. Nie ukończył wprawdzie czterech wyścigów, ale osiągnął historyczny sukces, w postaci zwycięstwa w GP Walencji. Jego triumf był tym cenniejszy, iż dzień wcześniej zdobył pole position, a w samą niedzielę był po prostu najszybszy. W kolejnej rundzie, o GP Australii, po raz drugi stanął na podium, tym razem zajmując trzecią lokatę. Przekroczył granicę stu punktów, plasując się ostatecznie na 11. pozycji.
Sezon 2000 był ostatnim rokiem współpracy z ekipą Red Bull Yamaha WCM. W przeciwieństwie do zespołowego partnera Garry'ego McCoya, Laconi nie radził sobie tak dobrze z motocyklem, który miał skłonności do poślizgowej jazdy, jaką preferował Australijczyk. W konsekwencji Regis prezentował wyraźnie słabsza dyspozycję, ani razu nie stając na podium (dla porównania McCoy był w stanie wygrać trzy wyścigi). Francuz ukończył jednak wszystkie rundy, na najlepszej zajmując piątą pozycję w GP Portugalii (Garry w tym wyścigu był pierwszy). Dzięki równej formie Francuz uzyskał najwyższa w karierze pulę punktów, wynoszącą 106 "oczek". Dorobek ten zapewnił mu 12. lokatę w końcowej klasyfikacji.
W roku 2002 Regis powrócił do MMŚ, które przekształciły się w kategorię MotoGP, po zmianie pojemności motocykli na 990 cm³. Francuz po udanym sezonie w World Superbike, awansował z włoską stajnią Aprilia, która postanowiła zadebiutować w wyścigach Grand Prix. Powrót na nowej maszynie okazał się udany dla Laconiego, który podczas inauguracyjnego GP Japonii zajął przyzwoite ósme miejsce. Była to jednak najlepsza uzyskana przez niego pozycja, którą powtórzył jeszcze na włoskim torze Mugello. Począwszy od GP Holandii, Regis tylko w jednym wyścigu dojechał na punktowanej lokacie, plasując się na jedenastej pozycji w GP Pacyfiku. Skromny dorobek punktowy sklasyfikował go ex aequo na 19. miejscu ze swoim byłym partnerem McCoyem. Po tym sezonie powrócił do Superbike'ów.

### WSBK
W sezonie 2001 Francuz zadebiutował w mistrzostwach World Superbike, podpisując kontrakt z włoską ekipą Aprilii. Już w pierwszym wyścigu, na torze w Hiszpanii, Regis znalazł się na bardzo wysokiej czwartej pozycji. W dalszej części zmagań nie uzyskiwał tak dobrych lokat, najwyżej dojeżdżając podczas pierwszego wyścigu na Monzie, gdzie dojechał na piątym miejscu. Notowania Francuza wzrosły, kiedy to w kończącym sezon wyścigu na torze Imola, odniósł pierwsze zwycięstwo w karierze. Ostatecznie w klasyfikacji generalnej uplasował na 11. miejscu (jego partner Troy Corser był czwarty). W kolejnym roku Francuz awansował z włoską stajnią do MMŚ.
W roku 2003 Regis powrócił do serii, związując się z zespołem Caracchi Ducatii. Powrót okazał bardzo udany dla Francuza, który regularnie plasował się w czołowej szóstce, stając przy tym pięciokrotnie na podium (w tym dwukrotnie na Imoli). Na japońskim torze Sugo, Laconi po raz pierwszy w karierze sięgnął po pole position. Nie udało mu się jednak zwyciężyć. W pierwszym wyścigu pokonał go dominator sezonu Neil Hodgson, natomiast w drugim dojechał na odległej siódmej pozycji. Ostatecznie różnicą zaledwie czterech punktów przegrał pojedynek o trzecie miejsce z Brytyjczykiem Jamesem Toselandem.
Sezon 2004 był najlepszym w karierze Laconiego, podczas startów w tych mistrzostwach. Francuz awansował do mistrzowskiej ekipy Ducati Fila, w której jego partnerem był Toseland. W trakcie zmagań Regis czternastokrotnie plasował się w czołowej trójce, z czego siedem razy na najwyższym stopniu (najwięcej ze wszystkich). Tyle samo razy startował również z pierwszej lokaty oraz wykręcił najszybsze okrążenie. Nie ukończył jednak aż pięciu wyścigów, co w wyniku równej jazdy Jamesa wpłynęło na ostateczny wynik. Tytuł mistrzowski przegrał różnicą jedenastu punktów z brytyjskim partnerem z zespołu.
W kolejnym sezonie ponownie reprezentował włoską stajnią, widniejącą pod nazwą Xerox Ducati. Rywalizację na torze w Katerze rozpoczął znakomicie, od pole position oraz dwóch miejsc na podium. W Australii nie był w stanie walczyć w czołówce, ostatecznie zajmując dwukrotnie siódme miejsce. Podczas zmagań w Hiszpanii Laconi doznał lekkiego urazu, w wyniku którego nie wziął udziału w żadnym z dwóch wyścigów. Do zmagań powrócił na kolejną rundę we Włoszech. W kolejnej eliminacji, na torze Silverstone, zwyciężył w drugim wyścigu. W San Marino Francuz zdominował rywalizację, sięgając po dublet. Podczas zmagań w holenderskim Assen Regis ponownie doznał kontuzji, która tym razem wykluczyła go z wyścigów zarówno w Holandii, jak i Niemczech. Do rywalizacji powrócił na włoski tor Imola, gdzie dojechał na dziewiątym miejscu (drugi wyścig odwołano). W ostatniej eliminacji we Francji, Francuzowi po raz drugi odnowiła się kontuzja i w konsekwencji nie wystąpił przed własną publicznością. W tym trudnym roku, na podium meldował się łącznie sześciokrotnie, a w klasyfikacji ostatecznie uplasował się na 6. pozycji.
W 2006 roku Francuz przeniósł się do zespołu Kawasaki Corse. Był to dla niego zdecydowanie słabszy sezon, w którym najwyższą lokatę uzyskał w pierwszy wyścigu na torze. Dorobek niewiele przekraczający sto punktów sklasyfikował go na 15. pozycji. W klasyfikacji przegrał ze swoimi team-partnerami – Brytyjczykiem Chrisem Walkerem (7. msc) oraz Hiszpanem Fonsi Nieto (10. msc).
Drugi rok współpracy z japońską stajnią, był bardziej udany. Laconi częściej plasował się w czołowej dziesiątce, a najwyższą pozycję uzyskał w pierwszym wyścigu na Brands Hatch, gdzie był piąty. Pozostawiając tym razem w pokonanym polu Hiszpana Nieto, zmagania zakończył na 10. miejscu.
Trzeci, a zarazem ostatni rok współpracy z Kawasaki okazał się najsłabszym, nie tylko z zespołem, ale również w karierze Regisa. W czołowej ósemce znalazł się tylko w jednej rundzie, na hiszpańskim torze w Walencji. Niewiele ponad sześćdziesiąt punktów dało mu odległą 15. lokatę, w końcowej klasyfikacji, wyżej od zespołowego partnera Makoto Tamady.
W sezonie 2009 Regis rozpoczął starty w zespole DFX Ducati. Francuz w nowej ekipie prezentował dobre osiągi, plasując się w większości wyścigów w czołowej dziesiątce. Najlepszą pozycję uzyskał w Katarze oraz w Hiszpanii, gdzie zajął czwarte miejsce. Sezon dla Laconiego nieoczekiwanie zakończył się poważnym wypadkiem podczas treningów przed rundą w RPA, w wyniku której został ranny. Francuz doznał obrażeń głowy, co zmusiło lekarzy do wprowadzenia go w stan śpiączki farmakologicznej, z której wybudzono go 20 maja. Odniósł również wiele złamań, m.in. kończyny górnej i dolnej, ramienia oraz kręgów szyjnych. Zdobyte punkty w trakcie pięciu rund uplasowały go ponownie na 15. miejscu.
Po rocznej rekonwalescencj, w czerwcu 2010 roku Laconi powrócił na motocykl ekipy DFX Ducati, na obiekt Misano Adriatico. Francuz wykonał 70 okrążeń, z najlepszym czasem 1:37.800, co świadczyło o zdolności do jazdy zawodnika. Ostatecznie jednak Regis nie wrócił do rywalizacji.

### Race of Champions
W 2001 roku Francuz razem z Yvanem Mullerem oraz Gilles'em Panizzim zwyciężył w Pucharze Narodów, w ramach imprezy "Wyścigu Mistrzów".